# Дім Інвалідів
Дім Інвалідів (фр. Les Invalides) — комплекс будівель та споруд у VII окрузі Парижа, що охоплює музеї, монументи, є пам'яткою військової історії Франції. Тут розміщуються Музей армії, Музей планів та рельєфів, Музей сучасної історії, а також місця поховання визначних військовиків Франції, включаючи Наполеона. Найважливіші будівлі — Дім Інвалідів, Собор та церква Святого Людовика.

## Історія
Притулок для солдатів-ветеранів як окремий заклад виник у період правління Людовика XIV. 24 листопада 1670 року за його наказом був створений притулок та шпиталь для постарілих і хворих солдатів. У 1671 році він вирішив збудувати Дім Інвалідів — притулок для ветеранів своїх війн. Керував роботами архітектор Лібераль Брюан.

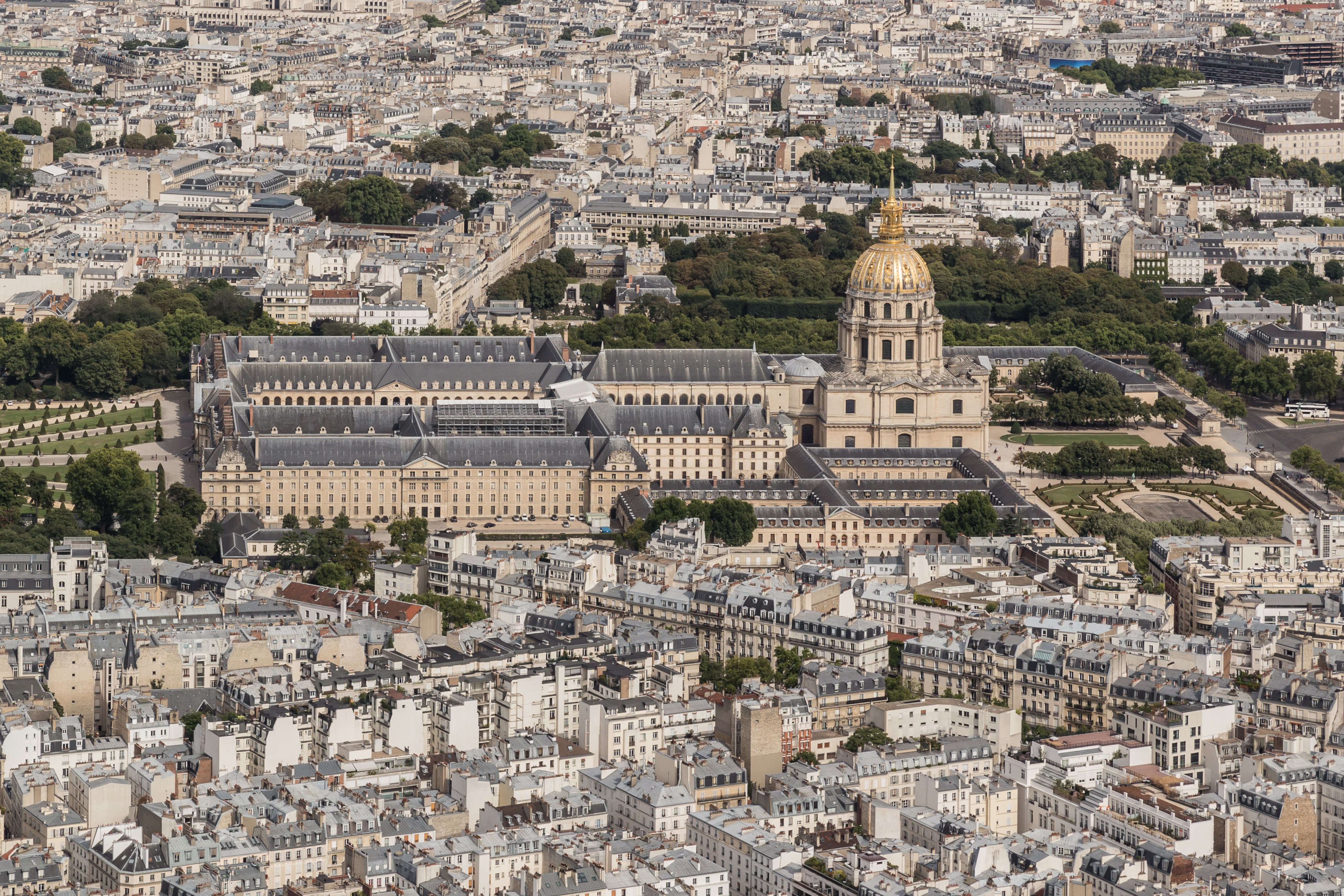
Вид західного боку Дому Інвалідів з Ейфелевої вежі

У 1674 році в будинку з'явились перші пансіонери. 1676 року будівництво було повністю завершене, фасад споруди мав довжину 196 метрів, а в комплексі налічувалося 15 внутрішніх двориків, найбільший з яких був курдонером («двором слави») для військових парадів.
У 1677 році розпочато будівництво церкви Сен-Луї-дез-Інвалід, що надалі розділилася на Солдатську церкву та Купольну церкву. Будівництво було завершено в 1706 році архітектором Жулем Ардуен-Мансаром.
У кінці XVII століття Будинок Інвалідів був як справжнє місто в мініатюрі, життя у якому проходило згідно з церковними правилами та військовим статутом. Тут мешкало 4000 ветеранів.
Мешканці Будинку Інвалідів були об'єднані в роти під керівництвом офіцерів і працювали у швацькій та гобеленній майстернях, а також в майстерні з розмальовування гравюр.
У будинках нині розташовується Національний готель інвалідів (фр. Hôtel national des Invalides) — державна установа для інвалідів війни. Установа складається з будинку пристарілих, медичного, хірургічного центру та консультативного медичного центру.

## Архітектура

### Солдатська церква

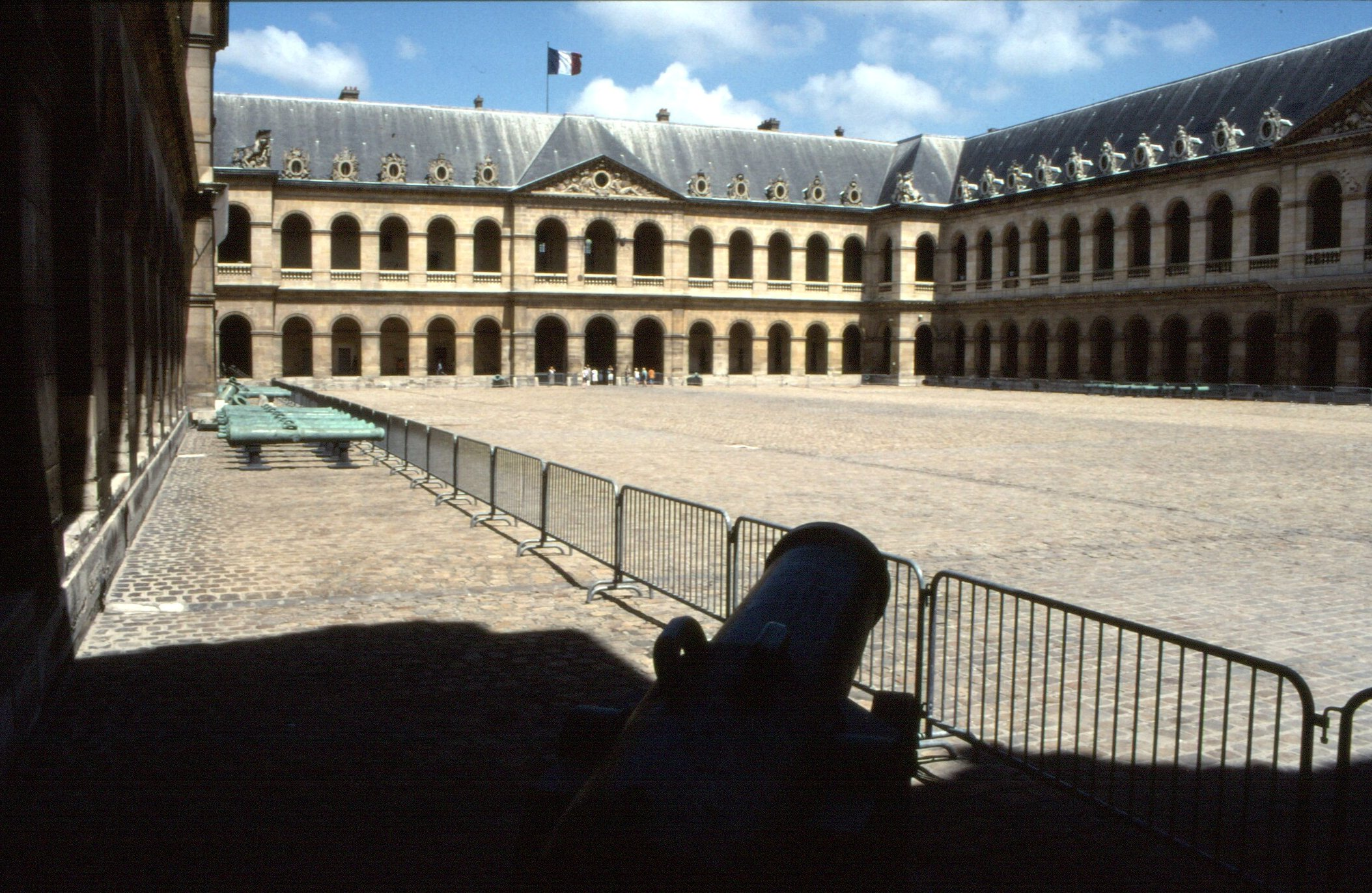
Подвір'я музею Армії

Фасад Солдатської церкви, або церкви Святого Людовика, що виходить на Почесний двір, являє собою приклад архітектури класицизму. Карнизи нефа прикрашено прапорами — трофеями військових кампаній XIX—XX століть. Особливого розкошу інтер'єру надає корпус органа, датований 1679 роком.

### Купольна церква
Будівництво Купольної церкви почалось в 1677 році, її було збудовано під керівництвом архітектора Жюля Ардуен-Мансара. Ажурний ліхтар, що увінчує Купол, здіймається на висоту 107 метрів.
У 1989 році купол та його декоративні прикраси було заново вкрито позолотою, для чого знадобилось дванадцять кілограмів золота. Величезну фреску під куполом (художник Шарль де ла Фось) також було нещодавно реставровано. Купольна церква є військовим некрополем, де навколо гробниці імператора Наполеона поховано таких відомих маршалів, як Тюренн, Вобан, Фердинанд Фош, Ліоте, а також близьких імператора — його сина Короля Римського, братів Жерома та Жозефа, генералів Бертрана та Дюрока.

### Гробниця Наполеона

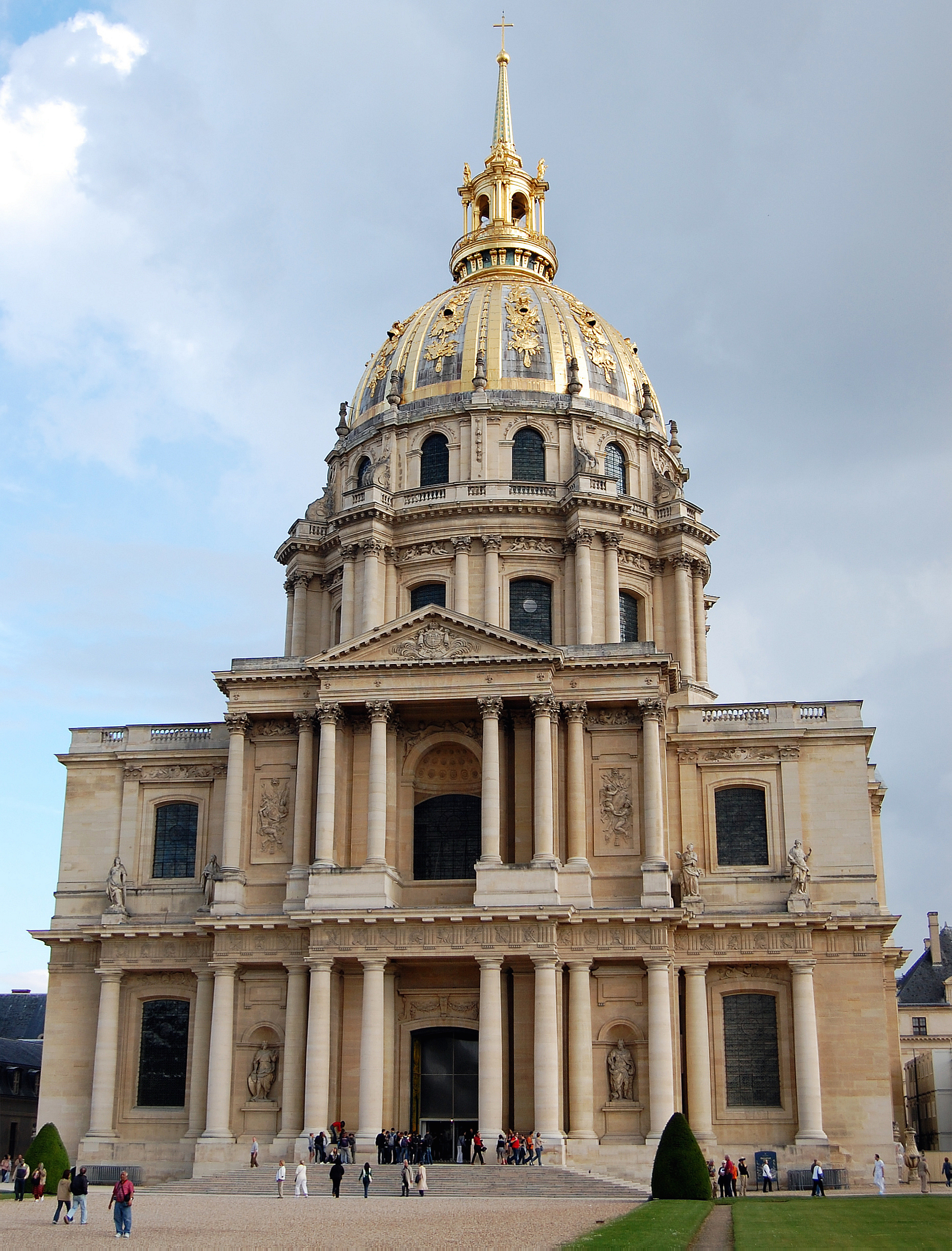
Будинок Інвалідів, собор

У 1840 році було прийнято рішення про перенесення праху імператора Наполеона з острова Святої Єлени в Париж. Замовлену у скульптора Луї Вісконті скульптуру було вирішено встановити в Купольній церкві. Зведення гробниці було завершено в 1861 році до дати поховання останків імператора. Прах Наполеона міститься в шести покладених одна в іншу трунах (перша — з жерсті, друга — з червоного дерева, третя та четверта — зі свинцю, п'ята — з дуба та шоста — з ебенового дерева). Труни вміщено у великий саркофаг з червоного фінського порфіру. Військові досягнення Наполеона символізують «Перемоги», що оточують крипту: Аустерліц, Єна, Маренго. Сюжетами десяти барельєфів скульптора Сімара, що прикрашають стіни крипти, стали досягнення Наполеона на громадянській арені (примирення нації, адміністративна централізація, державна рада, цивільний кодекс, конкордат, імператорський університет, рахункова палата, кодекс торгівлі та промисловості, великі будівництва, почесний легіон). Під статуєю імператора спочиває прах його сина.
У Будинку Інвалідів поховані відомі французькі діячі:
- Наполеон I Бонапарт
- Жозеф Бонапарт
- Жером Бонапарт
- Наполеон II Бонапарт
- Фердинанд Фош — маршал Франції
- Клод Жозеф Руже де Ліль — автор Марсельєзи
- серце Претра де Вобана — видатного військового інженера та маршала Франції

## Світлини

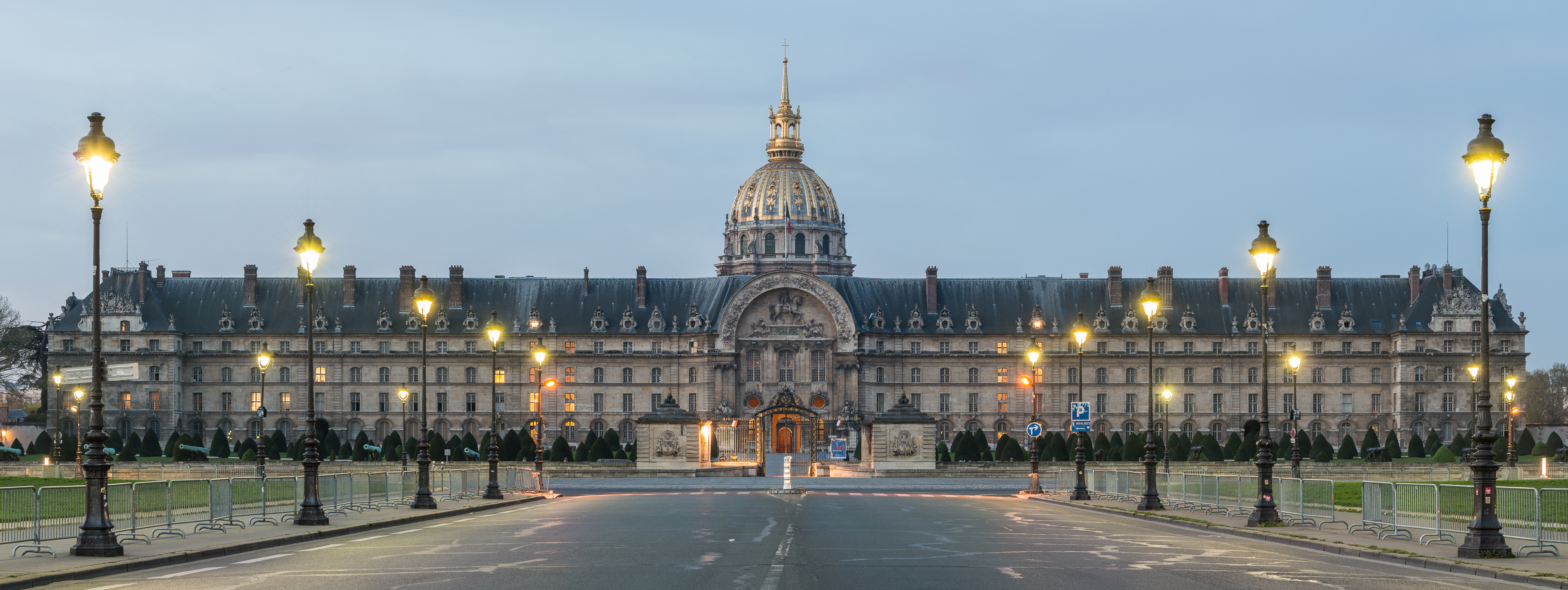
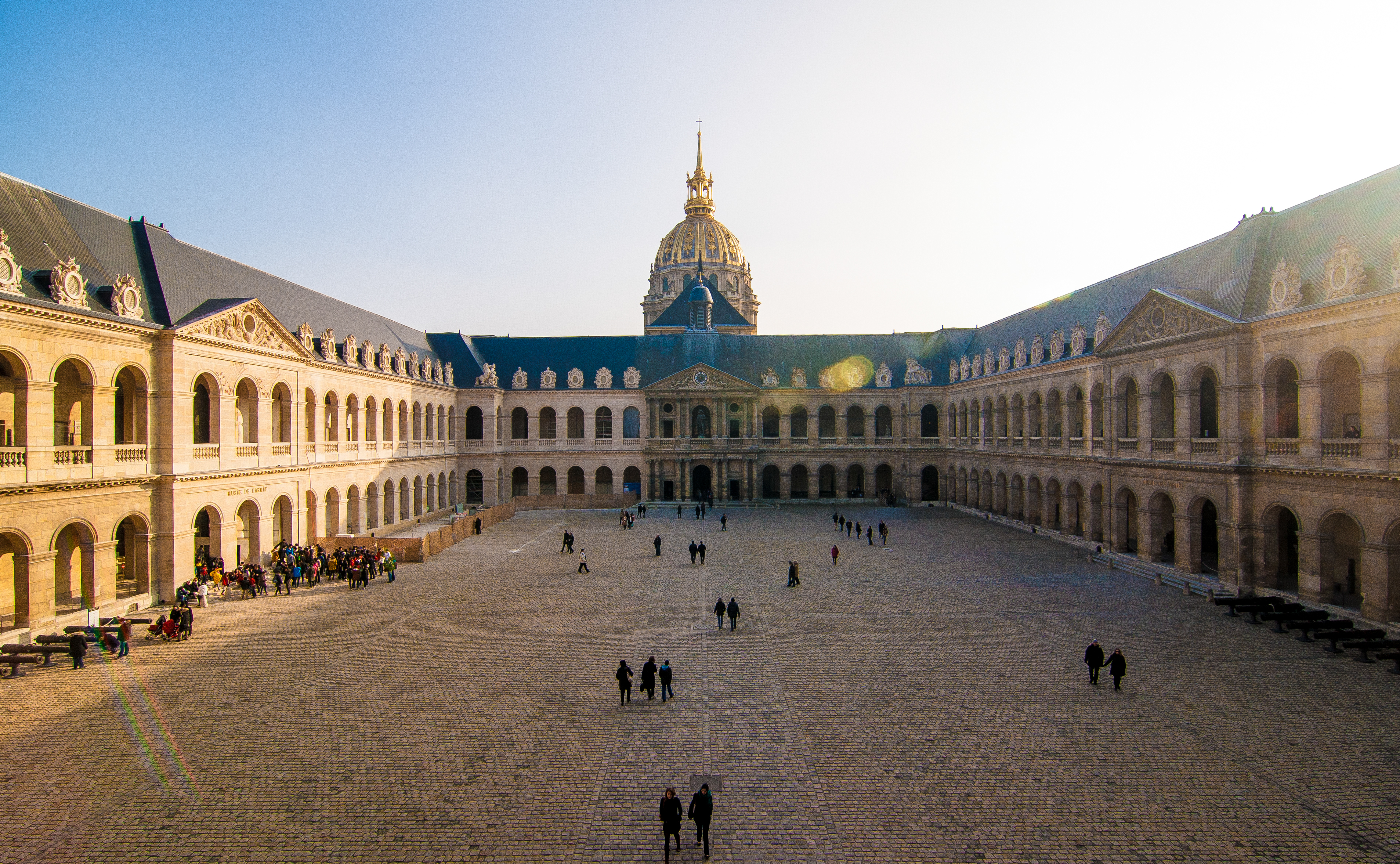